# Aeroportul Wick
Aeroportul Wick (IATA: WIC, ICAO: EGPC) este un aeroport din Highland, Scoția, Regatul Unit ce deservește zona Wick⁠(d). Aeroportul a fost tranzitat în 2022 de 6.935 de pasageri. A fost deschis în 1933 și numit după zona deservită.
Situat la o altitudine de 38 m, aeroportul dispune de 1 pistă. Este operat de Highlands and Islands Airports⁠(d).

## Infrastructură

### Piste
Aeroportul dispune de o singură pistă. Pista 13/31 are suprafața de asfalt și dimensiunile 1.825 m × 45 m. 